# Illange
Illange är en kommun i departementet Moselle i regionen Grand Est (tidigare regionen Lorraine) i nordöstra Frankrike. Kommunen ligger i kantonen Yutz som tillhör arrondissementet Thionville-Est. År 2022 hade Illange 1 785 invånare.

## Befolkningsutveckling
Antalet invånare i kommunen Illange
| Referens: INSEE |